# Euxesta spodia
Euxesta spodia är en tvåvingeart som beskrevs av Steyskal 1966. Euxesta spodia ingår i släktet Euxesta och familjen fläckflugor. Inga underarter finns listade i Catalogue of Life.